# Кірсанов Петро Семенович
Петро́ Семе́нович Кірса́нов (рос. Пётр Семёнович Кирсанов; 1 січня 1919 — 7 листопада 1991) — радянський воєначальник, маршал авіації (16.12.1982). Заслужений військовий льотчик СРСР (1966).

## Життєпис
Народився в селі Лапіно, нині — Калузької області Росії. Росіянин. Член ВКП(б) з 1941 року.
У лавах РСЧА з серпня 1936 року. У 1938 році закінчив Качинську військову авіаційну школу пілотів.
Учасник радянсько-фінської війни 1939—1940 років, нагороджений орденом Червоної Зірки.
Учасник німецько-радянської війни з червня 1941 року: заступник командира, командир 1-ї ескадрильї 153-го винищувального авіаційного полку. Воював на Ленінградському, Воронезькому і Північно-Західному фронтах. Здійснив 297 бойових вильотів, у повітряних боях збив особисто 7 та в складі групи 1 літак супротивника. Двічі був поранений.
З лютого 1943 року майор П. С. Кірсанов — льотчик-інструктор Управління винищувальної авіації Головного управління бойової підготовки фронтової авіації ВПС СРСР.
Після закінчення війни продовжив військову службу. У 1950 році закінчив Військово-повітряну академію. До 1952 року служив в УБП ВПС СРСР, згодом — командир авіаційної дивізії.
У 1958 році закінчив Військову академію Генерального штабу. У 1958—1963 роках — заступник командувача 24-ї повітряної армії з бойової підготовки, у 1963—1967 роках — заступник начальника бойової підготовки ВПС СРСР, у 1967—1970 роках — командувач 1-ї особливої Далекосхідної повітряної армії, у 1970—1979 роках — заступник Головнокомандувача ВПС СРСР з бойової підготовки, у 1979—1983 роках — командувач ВПС Далекого Сходу.
У 1983 році закінчив Вищі академічні курси при Військовій академії Генштабу СРСР. У 1983—1987 роках — начальник Центральної інспекції безпеки польотів ВПС СРСР, у 1987—1988 роках — заступник Головнокомандувача — начальник служби безпеки польотів ВПС СРСР. З травня 1988 року — військовий інспектор-радник Групи генеральних інспекторів МО СРСР.

## Нагороди
Нагороджений орденами Леніна, Жовтневої революції, п'ятьма орденами Червоного Прапора (26.02.1942, 13.09.1942, 06.04.1945, …), двома орденами Вітчизняної війни 1-го ступеня (19.08.1944, 11.03.1985), трьома орденами Червоної Зірки (1940, …), орденом «За службу Батьківщині у Збройних Силах СРСР» 3-го ступеня, медалями, іноземними нагородами.